# Скотт, Доминик
Доминик Скотт — ирландский гитарист, рождённый 15 мая 1979 в Дублине и являющийся основателем групп Roundstone и Keane.

## Keane
В 1995 он, вместе со своим другом Тимом Райс-Оксли, создал группу, получившую название «The Lotus Eaters». Они пригласили Ричарда Хьюза играть на ударных, и исполняли каверы песен U2, Oasis и The Beatles.
В 1997 году название было изменено на «Keane», и в неё был приглашён приятель Тима Том Чаплин, ставший новым лид-вокалистом коллектива. Роль Скотта теперь отводилась к исполнению гитарных партий. В новом составе группа выступала в пабах, записала несколько собственных песен и выпустила два сингла — Call Me What You Like (2000) и Wolf at the Door (2001).
Вскоре после выхода второго сингла, Скотт покинул группу, по-видимому из-за музыкальных разногласий с Райс-Оксли. Его уход, судя по всему, был дружественным.
Об этом событии Keane опубликовали сообщение на своей странице 14 ноября 2001, сказав следующее:
Одна печальная новость для нас заключается в том, что в июле наш гитарист Дом решил покинуть группу и вернуться к учёбе в London School of Economics. Мы желаем ему всего наилучшего в этом. Уход Дома дает нам возможность развивать наш звук в новых направлениях, и новые записи отражают любовь к более электронной музыке вдохновила нас, чтобы начать сочинять песни в первую очередь. Звук по-прежнему безошибочно Keane — эпический и сказочный — но мы уверены, что захватили новый уровень энергии и атмосферу на кассету.
Уход Скотта послужил для Keane причиной для смены стиля звучания — теперь в качестве главного инструмента была не гитара, а фортепиано. Через два года группа выпустила третий сингл — Everybody’s Changing, которая принесла коллективу широкую известность. Одна из композиции, написанная Скоттом — To the End of the Earth была адаптирована под фортепиано и выпущена в этом же сингле.
Райс-Оксли сказал после одного из концертов в Мексике, что: «Дом большой фанат U2, возможно мы встретимся с ним в Нью-Йорке» (Поскольку концерт U2 в октябре 2005 открывали Keane.)

## Roundstone
После перерыва с музыкой, во время которого он завершил обучение по экономической специальности в London School of Economics, он сформировал группу с его друзьями по колледжу Goodenough Алистером Уотсоном и Эндрю Морганом. К ним присоединился Бенджамин Сэлмон. Группа первоначально называлась «Babygrand», но в 2007 году получила имя Roundstone. В 2009-м вышел дебютный альбом под названием «DNA Unwinding», а через год — мини-альбом Russian Winter EP. Коллектив выступает в различных местах Лондона.

## Дискография

### Keane
- 2000 — Call Me What You Like
- 2001 — Wolf at the Door

### Roundstone
- 2009 — DNA Unwinding
- 2010 — Russian Winter EP

## Интересные факты
- В 2010 году Keane выпустила Retrospective EP2 в котором присутствует маленький отголосок творчества Скотта — песня «The Happy Soldier», написанная им в 2001 году, в которой звучат его гитарные партии.